# Perizoma liberata
Perizoma liberata là một loài bướm đêm trong họ Geometridae.